# فرانسوا تشاو
فرانسوا تشاو (بالإنجليزية: François Chau)‏ هو ممثل أمريكي وكمبودي، ولد في 26 أكتوبر 1959 في بنوم بنه في كمبوديا.

## أعمال

### أفلام
- (1991) المستقنع السري[5][6]
- (1992) طلقات سريعة
- (2006) فجر الإنقاذ
- (2013) 21 وأكثر[7]
- (2015) ذا بوي نيكست دور[8][9]

### مسلسلات
- ذا إكسبانس

## وصلات خارجية
- الموقع الرسمي
- فرانسوا تشاو على موقع IMDb (الإنجليزية)
- فرانسوا تشاو على موقع ألو سيني (الفرنسية)
- فرانسوا تشاو على موقع أول موفي (الإنجليزية)
- فرانسوا تشاو على موقع قاعدة بيانات الفيلم (الإنجليزية)